# Žerůtky (powiat Blansko)
Žerůtky – wieś i gmina w Czechach, w powiecie Blansko, w kraju południowomorawskim.

## Historia
Pierwsza wzmianka o gminie pochodzi z 1353 roku.
W roku 1869 była gminą w powiecie Boskovice, w 1880 pod nazwą Žerutky była gminą w powiecie Boskovice. W latach 1890–1950 była gminą w tym samym powiecie, w 1950 była gminą w powiecie Velká Bíteš, a od 1961 jest gminą w powiecie Blansko.

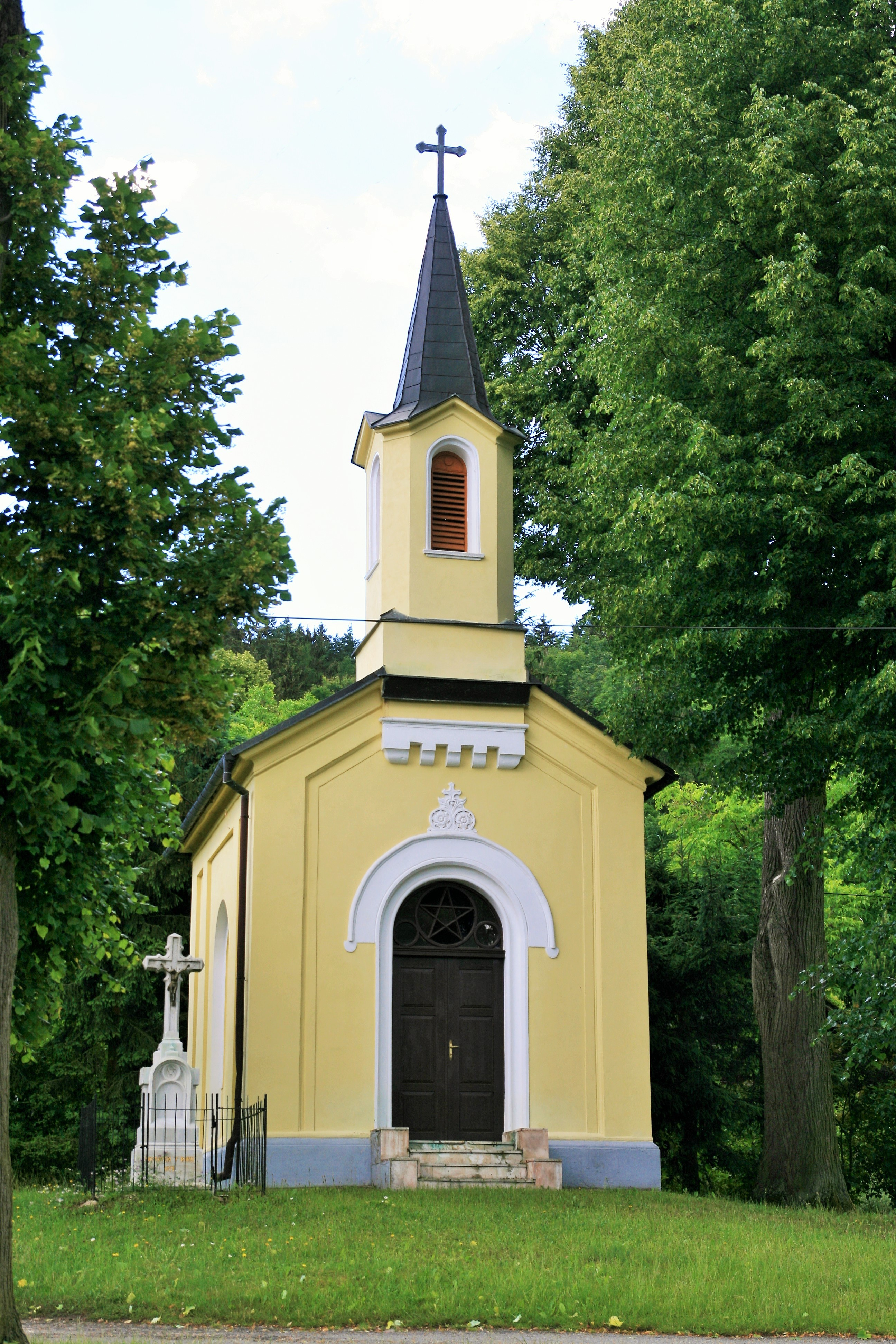
Kaplica w Žerůtkach

We wsi znajduje się kaplica Matki Boskiej Śnieżnej z 1861, należąca do parafii Lysice.

## Ludność
W 2001 roku rozkład populacji względem narodowości i przynależności etnicznej wyglądał następująco:
- Czesi – 52,31%
- Morawianie – 47,69%

Ze względu na wyznawaną religię struktura mieszkańców kształtowała się w 2001 roku następująco:
- Katolicy rzymscy – 56,92%
- Ewangelicy – 1,54%
- Ateiści – 38,46%
- Nie podano – 3,08%

### Zmiany liczby ludności na przestrzeni lat
W 2014 zamieszkiwana przez 61 osób, a w 2015 przez 59 osób.